# Banksia nobilis
Banksia nobilis är en tvåhjärtbladig växtart. Banksia nobilis ingår i släktet Banksia och familjen Proteaceae.

## Underarter
Arten delas in i följande underarter:
- B. n. fragrans
- B. n. nobilis